# Gmina Marker
Gmina Marker (norw. Marker kommune) – norweska gmina leżąca w regionie Østfold. Jej siedzibą jest Ørje.
Marker jest 237. norweską gminą pod względem powierzchni.

## Demografia
Według danych z roku 2005 gminę zamieszkuje 3439 osób. Gęstość zaludnienia wynosi 8,33 os./km². Pod względem zaludnienia Marker zajmuje 249. miejsce wśród norweskich gmin.
| ludność stan na 1 stycznia 2005 |         |           |       |
|                                 | kobiety | mężczyźni | razem |
| osób                            | 1714    | 1725      | 3439  |
| %                               | 49,84%  | 50,16%    | 100%  |

| wykształcenie stan na 1 października 2004 |        |         |        |        |
|                                           | podst. | średnie | wyższe | niezn. |
| osób                                      | 881    | 1484    | 343    | 66     |
| %                                         | 31,76% | 53,5%   | 12,36% | 2,38%  |

## Edukacja
Według danych z 1 października 2004:
- liczba szkół podstawowych (norw. grunnskolar): 2
- liczba uczniów szkół podst.: 442

## Władze gminy
Według danych na rok 2011 administratorem gminy (norw. rådmann) jest Eva Enkerud, natomiast burmistrzem (norw. ordfører, d. borgermester) jest Stein Erik Lauvås.